# 堀江秀史
堀江 秀史（ほりえ ひでふみ、1981年- ）は、日本の比較文学・演劇学者、静岡大学准教授。

## 人物・来歴
島根県生まれ。2007年東京大学教養学部比較日本文化論卒、2016年同大学院総合文化研究科比較文学比較文化博士課程修了、「一九六〇年代寺山修司のクロスジャンル論――詩情の源泉と、自己遡及的批評への途」で学術博士。2019年東大総合文化研究科助教、2021年10月静岡大学人文社会科学部准教授。2020年『寺山修司の一九六〇年代』で日本比較文学会賞受賞。

## 著書
- 『寺山修司の一九六〇年代 不可分の精神』白水社, 2020.3
- 『寺山修司の写真』青土社, 2020.11

### 共著編
- 『デザイン化される映像 21.5世紀のライフスタイルをどう変えるか?』椚座基道, 水島宏明, 暮沢剛巳, るびゑ, 岩崎明仁,草彅洋平共著 フィルムアート社, 2014.5
- 『ロミイの代辯 寺山修司単行本未収録作品集』編. 幻戯書房, 2018.5